# Midden-Silezisch voetbalkampioenschap 1930/31
In 1930/31 werd het elfde Midden-Silezisch voetbalkampioenschap gespeeld, dat georganiseerd werd door de Zuidoost-Duitse voetbalbond. De competitie was een tussenstation tussen de regionale competities en de Zuidoost-Duitse eindronde. 
De teams uit Breslau namen dit jaar niet deel aan de eindronde. De winnaar moest wel nog tegen de Breslause vicekampioen spelen voor een ticket voor de Zuidoost-Duitse eindronde. Het is niet bekend of de wedstrijd tussen Brelsauer FV 06 en Reichsbahn SV Schlesien Oels gespeeld werd, enkel dat Breslauer FV 06 aan de eindronde deelnam en daar uiteindelijk vicekampioen werd. 

## 1. Klasse

### Gau Oels-Namslau
De best geplaatste teams uit de regio Oels en Namslau mochten een vertegenwoordiger naar de eindronde sturen. 
| Plaats | Club                          | Wed. | W  | G | V  | Saldo | Ptn   |
| ------ | ----------------------------- | ---- | -- | - | -- | ----- | ----- |
| 1.     | Reichsbahn SV Schlesien Oels  | 13   | 10 | 2 | 1  | 58:16 | 22:04 |
| 2.     | SpVgg 08 Oels                 | 14   | 8  | 4 | 2  | 25:18 | 20:08 |
| 3.     | VfR Oels                      | 14   | 6  | 3 | 5  | 38:27 | 15:13 |
| 4.     | SSC 1901 Oels                 | 14   | 5  | 5 | 4  | 23:20 | 15:13 |
| 5.     | SC Preußen Namslau            | 14   | 5  | 4 | 5  | 19:35 | 14:14 |
| 6.     | Sportfreunde Bernstadt        | 13   | 5  | 1 | 7  | 27:38 | 11:15 |
| 7.     | Sportfreunde Preußen Konstadt | 14   | 4  | 0 | 10 | 22:35 | 08:20 |
| 8.     | SC Preußen Festenberg         | 14   | 1  | 3 | 10 | 31:54 | 05:23 |

|  | Geplaatst voor eindronde |

### Gau Brieg
| Plaats | Club               | Wed. | W | G | V  | Saldo | Ptn   |
| ------ | ------------------ | ---- | - | - | -- | ----- | ----- |
| 1.     | Sportfreunde Ohlau | 10   | 7 | 1 | 2  | 19:18 | 15:05 |
| 2.     | SC Brega Brieg     | 10   | 7 | 0 | 3  | 24:12 | 14:06 |
| 3.     | SpVgg SSC Brieg    | 10   | 7 | 0 | 3  | 31:20 | 14:06 |
| 4.     | SC Preußen Brieg   | 10   | 5 | 1 | 4  | 20:21 | 11:09 |
| 5.     | VfB 1921 Löwen     | 10   | 3 | 0 | 7  | 10:33 | 06:14 |
| 6.     | SpVgg Schill Ohlau | 10   | 0 | 0 | 10 | 0:0   | 00:20 |

|  | Geplaatst voor eindronde |
|  | Gediskwalificeerd        |

### Gau Obernigk-Trachenberg
| Plaats | Club                   | Wed. | W | G | V | Saldo | Ptn   |
| ------ | ---------------------- | ---- | - | - | - | ----- | ----- |
| 1.     | SV Trachenberg         | 4    | 3 | 0 | 1 | 22:06 | 06:02 |
| 2.     | SC Obernigk            | 4    | 2 | 1 | 1 | 20:05 | 05:03 |
| 3.     | SV Gellendorf-Stroppen | 3    | 1 | 0 | 2 | 03:29 | 02:04 |
| 4.     | TV Gut Heil Prausnitz  | 3    | 0 | 1 | 2 | 03:08 | 01:05 |

|  | Geplaatst voor eindronde       |
|  | Trok zich na dit seizoen terug |

## Eindronde

### Halve finale
|                  |                              |        |                |      |
| 25 december 1930 | Reichsbahn SV Schlesien Oels | 12 – 3 | SV Trachenberg | Oels |
| 25 december 1930 |                              |        |                | Oels |

|                  |                             |       |                    |         |
| 25 december 1930 | Sportfreunde Bernstadt 1910 | 2 – 3 | Sportfreunde Ohlau | Namslau |
| 25 december 1930 |                             |       |                    | Namslau |

### Finale
|                 |                              |       |                    |       |
| 12 januari 1930 | Reichsbahn SV Schlesien Oels | 7 – 2 | Sportfreunde Ohlau | Brieg |
| 12 januari 1930 |                              |       |                    | Brieg |

## Eindronde tweede deelnemer
De winnaar van Midden-Silezië speelde nog tegen de bekerwinnaar van Midden-Silezië en de winnaar daarvan tegen de vicekampioen van Breslau. 
Eerste wedstrijd
|                |                              |       |                 |      |
| 4 januari 1931 | Reichsbahn SV Schlesien Oels | 4 – 1 | SpVgg SSC Brieg | Oels |
| 4 januari 1931 |                              |       |                 | Oels |

Tweede wedstrijd
|  |                 |   |                              |  |
|  | Breslauer FV 06 | ? | Reichsbahn SV Schlesien Oels |  |
|  |                 |   |                              |  |

Het is niet bekend of de wedstrijd gespeeld werd, wel dat Breslauer FV 06 aan de Zuidoost-Duitse eindronde deelnam.